# Crom
Crom è una divinità immaginaria creata da Robert E. Howard. Appare principalmente menzionata dal personaggio Conan il barbaro e adorato, si presume, dai Cimmeri. Il suo nome probabilmente deriva dalla antica divinità celtica Crom Cruach, dato che i Cimmeri sono una sorta di protoCelti nel mondo preistorico dell'Era hyboriana creato da Howard.
Crom è un dio oscuro che, dalla cima nebbiosa della sua montagna circondata da nere nubi,  osserva e giudica i comuni mortali, pronto a disapprovare il loro operato. Inutile pregarlo o invocarlo, perché Crom odia i deboli. Malgrado ciò, si dice che Crom apprezzi il coraggio e la tenacia, anche se reputa gli umani troppo fragili per raggiungere il successo.